# محمود محمد شاكر

محمود محمد شاكر في شبابه

أَبُو فِهْرٍ مَحْمُودُ بْنُ مُحَمَّدٍ شَاكِرٌ (1327–1418 هـ/1909–97 مـ) علامة في العربية، وبحَّاثة ومحقق مصري، وأديب ضليع، صاحب منهج فريد في الدراسة الأدبية وتذوق البيان العربي شعرًا ونثرًا فيما سماه «منهج التذوق»، وفي تحقيق التراث اللغوي والأدبي والشرعي. اشتهر بأصالته وصرامته في الدفاع عن العربية والتصدي لموجات التغريب. وخاض الكثير من المعارك الأدبية بشأن أصالة الثقافة العربية، ومصادر الشعر الجاهلي. حاز جائزة الملك فيصل العالمية. وأطلق عليه طلابه وعارفوه لقب شيخ العربية. وهو شقيق العلامة المحدِّث المحقِّق أحمد محمد شاكر، وابن عمَّة العالم المحقِّق عبد السلام هارون.

## حياته
هو أبو فِهْر، محمود بن محمد شاكر بن أحمد بن عبد القادر من أسرة آل أبي علياء الحسينية في مديرية جرجا بقرية تابعة لها تُعرف الآن بمدينة طهطا في صعيد مصر. ولد في الإسكندرية في ليلة العاشر من المحرَّم سنة 1327هـ/ 1 فبراير سنة 1909م، وانتقل إلى القاهرة في نفس العام مع والده إذ عُيّن والده وكيلًا للجامع الأزهر، وكان قبل ذلك شيخًا لعلماء الإسكندرية.

### نشأته
نشأ الشيخ محمود شاكر في بيئة متدينة . ولم يتلق إخوته تعليما مدنيا، أما هو ـ وقد كان أصغر إخوته ـ فقد انصرف إلى التعليم المدني، فتلقى أولي مراحل تعليمه في مدرسة الوالدة أم عباس في القاهرة سنة 1916 ثم بعد ثورة 1919 إلى مدرسة القربية بدرب الجماميز وهناك تأثر كثيرًا بدروس الإنجليزية لاهتمامهم بها ولكونها جديدة عليه. ولما كان يقضي أوقاتا كثيرة في الجامع الأزهر فقد سمع من الشعر وهو لا يدري ما الشعر!! ومن الجدير بالذكر أنه حفظ ديوان المتنبي كاملا في تلك الفترة.وفي سنة 1921 دخل المدرسة الخديوية الثانوية ليلتحق بالقسم العلمي ويتعلق بدراسة الرياضيات. وبعد اجتياز الثانوية ـ ورغم حبه للرياضيات، وإجادته للإنجليزية ـ فضل أن يلتحق بكلية الآداب قسم اللغة العربية لما شعر به من أهمية «الكلمة» في تاريخ أمته قديمًا، فلا بد أن يكون لها الدور الأكبر في مستقبلها. ولأنه كان من القسم العلمي فقد تعذر دخوله لكلية الآداب بداية، إلا أنه بوساطة من طه حسين لدى أحمد لطفي السيد رئيس الجامعة المصرية آنذاك استطاع أن يلتحقَ بما يريد سنة 1926.

### تركه للجامعة
وفي الجامعة استمع شاكر لمحاضرات طه حسين عن الشعر الجاهلي وهي التي عرفت بكتاب «في الشعر الجاهلي»، وكم كانت صدمته حين ادعى طه حسين أن الشعر الجاهلي منتحل وأنه كذب ملفق لم يقله أمثال امرئ القيس وزهير، وإنما ابتدعه الرواة في العصر الإسلامي، وضاعف من شدة هذه الصدمة أن ما سمعه من المحاضر الكبير سبق له أن اطلع عليه بحذافيره في مجلة استشراقية في مقال بها للمستشرق الإنجليزي مرجليوث.
وتتابعت المحاضرات في هذا الموضوع، وصاحبنا عاجز عن مواجهة طه حسين بما في صدره، وتمنعه الهيبة والأدب أن يقف مناقشًا أستاذه، وظل على ذلك زمنًا لا يستطيع أن يتكلم حتى إذا لم يعد في الصبر والتحمل بقية، وقف يردُّ على طه حسين في صراحة وبغير مداراة، لكنه لم يستطع أن يواجهه بأن ما يقوله إنما هو سطو على أفكار مرجليوث بلا حياء أو اكتراث.

### قرار الهجرة ثم العودة
تولد عن شعوره بالعجز عن مواجهة التحدي خيبة أمل كبيرة فترك الجامعة غير آسف عليها وهو في السنة الثانية لأنه لم يعد يثق بها، ولم تفلح المحاولات التي بذلها أساتذته وأهله في إقناعه بالرجوع، وسافر إلى جدة سنة 1928 مهاجرًا، وأنشأ هناك ـ بناء على طلب الملك عبد العزيز آل سعود ـ مدرسة جُدَّة السعودية الابتدائية عمل مديرًا لها، حتى استدعاه والده الشيخ محمد شاكر فعاد إلى القاهرة سنة 1929.

### منهج التذوق
بعد عودته من جدة، إلى القاهرة، انصرف إلى الأدب والكتابة وقراءة دواوين الشعراء حتى صارت له ملكة في التذوق، وبدأ ينشر بعض قصائده الرومانسية في مجلتي «الفتح» و«الزهراء» لمحب الدين الخطيب، واتصل بأعلام عصره من أمثال أحمد تيمور وأحمد زكي باشا ومحمد الخضر حسين وعباس محمود العقاد ومصطفى صادق الرافعي الذي ارتبط بصداقة خاصة معه. ورغم هذا فإنه يصف المرحلة الزمنية من 1926 إلى 1936 (أي منذ السابعة عشر إلى السابعة والعشرين) بأنها «حياة أدبية بدأت أحس إحساسا مبهما إنها حياة ادبية فاسدة. فلم أجد لنفسي خلاصا إلا أن أرفض متخوفا حذرا، شيئا فشيئا، أكثر المناهج الأدبية والسياسية والاجتماعية والدينية».
بدأ بإعادة قراءة ما وقع تحت يده من الشعر العربي، قراءة تختلف عن الأولى في أنها متأنية تتوقف عند كل لفظ ومعنى محاولا أن يصل إلى ما قد يكون أخفاه الشاعر في ألفاظه بفنه وبراعته، وهذا هو أساس منهج التذوق الذي جعله منهجا شاملا يطبقه على كل الكلام شعرا كان أو غيره، فأقدم على قراءة كل ما يقع تحت يده من كتب أسلافنا: من تفسير لكتاب الله، إلى علوم القرآن، إلى دواوين الحديث، إلى ما تفرع منها من كتب مصطلح الحديث والجرح والتعديل وغيرها من كتب أصول الفقه وأصول الدين، وكتب الملل والنحل، ثم كتب البلاغة والنحو والتاريخ بحيث يكون اتجاهه من الأقدم فالأقدم. ومع تطبيقه لأسلوب التذوق كان يقرأ كل التراث على أنه إبانة عن خبايا كاتبه. يقول: «وشيئا فشيئا انفتح لي الباب على مصراعيه. فرأيت عجبا من العجب، وعثرت يومئذ على فيض غزير من مساجلات صامتة خفية كالهمس، ومساجلات ناطقة جهيرة الصوت، غير أن جميعها إبانة صادقة عن الأنفس والعقول».

## مسيرته العلمية

### كتابه عن المتنبي
لم يكن شاكرٌ معروفًا بين الناس قبل تأليفه كتابه «المتنبي» الذي أثار ضجة كبيرة بمنهجه المبتكر وأسلوبه الجديد في البحث، وهو يعد علامة فارقة في الدرس الأدبي نقلته من الثرثرة المسترخية إلى البحث الجاد. والعجيب أن شاكر الذي ألف هذا الكتاب سنة 1936 ولم يتجاوز السادسة والعشرين من عمره لم يكن يقصد تأليف كتاب عن المتنبي، إنما كان قد كلفه فؤاد صروف رئيس تحرير مجلة المقتطف أن يكتب دراسة عن المتنبي مسهبة بعض الإسهاب ما بين عشرين إلى ثلاثين صفحة، ولكن هذا التكليف تحول على يد شاكر كتابا مستقلا عن المتنبي أنجزه في فترة زمنية قصيرة على نحو غير مسبوق ونشرته مجلة المقتطف في عددها الصادر في السادس من شوال 1354 هـ الأول من يناير 1936م، وصدر فؤاد صروف مجلته بقوله: هذا العدد من المقتطف يختلف عن كل عدد صادر منذ ستين سنة إلى يومنا هذا، فهو في موضوع واحد ولكاتب واحد.
اهتدى شاكر في كتابه إلى أشياء كثيرة لم يكتبها أحد من قبله استنتجها من خلال تذوقه لشعر المتنبي، فقال بعلوية المتنبي وأنه ليس ولد أحد السقائين بالكوفة كما قيل، بل كان علويا نشأ بالكوفة وتعلم مع الأشراف في مكاتب العلم، وقال بأن المتنبي كان يحب خولة أخت سيف الدين الحمداني واستشهد على ذلك من شعر المتنبي نفسه، واستُقبل الكتاب بترحاب شديد وكتب عنه الرافعي مقالة رائعة أثنى عليه وعلى مؤلفه.
العجيب أن المديح الشديد لم يعجبه لأنه يرى أن كتابه لا يستحق كل ذلك، حتى إنه رأى أن النقد الموجه لكتابه كان نقدا على غير أصول علمية. يقول في حوار له مع د. نجم عبد الكريم:
«لم أجد كاتبا إلى هذا اليوم قام بنقد هذا الكتاب نقدا صحيحا أو فهم طريقة ما كتبت. فليس هناك من نقد الكتاب كما ينبغي أن ينقد.. نقده الدكتور طه حسين في كتابه مع المتنبي نقدا لا أستطيع أن أعده نقدا في الحقيقة، لأنه لا أصل له».. «إن كل هذا الثناء لايؤثر علي ولا يغير شيئا من قناعاتي، كما أن الثناء لا يغير رأيي في الناس! وأقولها بأمانة: إنه لم يكتب أحد كلمة أستطيع أن أحترمها بشأن كتابي سوى رجل واحد كتب نقدا لي من وجهة نظره، وهذا النقد يحتوي على شيء من الحقيقة، أما الرجل فهو الأستاذ «الوديع تلحوم». وقد نشره في مجلة المقتطف، ولم أحتفظ بشيء مما كتب عني سوى هذه المقالة أو هذا النقد، بالإضافة إلى مقالة أستاذي الأستاذ مصطفى صادق.».
من هنا يمكننا أن نفهم أنه توقف عن الدراسات الأدبية لأنه شعر بسطحية تناولها من قبل النقاد.

### تحقيق كتب التراث
يعد شاكر على رأس قائمة محققي التراث العربي، وأطلق عليه العقاد المحقق الفنان، وإنجازاته في هذا المجال كثيرة، وهي عنوان على الدقة والإتقان، ومن أشهر الكتب التي حققها: تفسير الطبري (16 جزءا)، طبقات فحول الشعراء (مجلدان)، تهذيب الآثار للطبري (6 مجلدات).. وشاكر لا يحب أن يوصف بأنه محقق لنصوص التراث العربي، وإنما يحب أن يوصف بأنه قارئ وشارح لها، وهو يكتب على أغلفة الكتب التي يقوم بتحقيقها عبارة: «قرأه وعلق عليه» وهذه العبارة كما يقول الدكتور محمود الربيعي «هي الحد الفاصل بين طبيعة عمله وطبيعة عمل غيره من شيوخ المحققين، إنه يوجه النص ويبين معناه بنوع من التوجيه أو القراءة التي تجعله محررا؛ لأنها قراءة ترفدها خبرة نوعية عميقة بطريقة الكتابة العربية، وهو إذا مال بالقراءة ناحية معينة أتى شرحه مقاربا، وضبطه مقنعا، وأفق فهمه واسعا، فخلع على النص بعض نفسه وأصبح كأنه صاحبه ومبدعه».

### معاركه الأدبية

خاض معركتين ضخمتين أولاهما مع طه حسين والأخرى مع لويس عوض كانتا من أبرز معالم حياته الأدبية والفكرية ويمكننا القول بأنه تفرع عنهما معارك فرعية وثانوية كثيرة، وكانت هاتان المعركتان بسبب شاعرين كبيرين من شعراء العربية هما: المتنبي والمعري.

### مع طه حسين
صدر كتاب محمود شاكر عن المتنبي عام 1936، بيد أن كتاب د. طه حسين مع المتنبي صدر عام 1938، وعلى الرغم من أن طه حسين نقد في كتابه كتاب شاكر إلا أنه لم يستطع أن يمنع نفسه من أن يسلك سبيلاً يقلد فيها محمود شاكر، لذا فقد هاجم شاكر ما كتبه طه حسين في 13 مقالة في جريدة (البلاغ)، تحت عنوان (بيني وبين طه) اتهمه فيها بأنه سطا على أفكاره وحذا حذوه، وقال: أن كتاب طه حسين محشو بأشياء كثيرة تدل دلالة قاطعة على أن الدكتور طه لم يسلك هذا الطريق الجديد على كتبه في كتاب المتنبي إلا بعد أن قرأ كتابه!.

### مع لويس عوض
نشر د. لويس عوض المستشار الثقافي للأهرام حينذاك سنة 1964 مجموعة مقالات في الأهرام بعنوان (على هامش الغفران) وذهب في كلامه إلى تأثر المعري باليونانيات، كما ألمح إلى أثر الأساطير اليونانية في الحديث النبوي، مما دفع الرجل إلي العودة إلى الكتابة بعد عزلة فرضها على نفسه، لبيان خطأ وتهافت منهج لويس عوض، ثم انتقل إلى الكلام عن الفكر والثقافة في العالم العربي والإسلامي وما طرأ عليها من غزو فكري غربي. واعتبرت مقالات شاكر في ذلك حدثا ثقافيا مدويا كشفت عن علم غزير ومعرفة واسعة بالشعر وغيره من الثقافة العربية، وقدرة باهرة على المحاجاة والبرهان.
وقد خاض الأولى مع أستاذه «طه حسين»، والثانية مع «لويس عوض»، وكانت الأخيرة أوسع مجالاً، حيث دخلها عدد من الأطراف بالنيابة عن الطرف الأصيل.
وسبب هاتين المعركتين؛ أولا النشأة الجادة التي تميز بها محمود شاكر بحيث لا يسكت على السطو على أعمال الآخرين، أو التطاول عليهم، والأمر الآخر موقفه المبدئي من الحضارة الغربية وموقفها من الحضارة الإسلامية، فهو يراها –الحضارة الغربية- تسعى بكل ما أوتيت من أسباب ومكر وسطوة وإغراء وإغواء، إلى القضاء على هوية الأمة المسلمة، ومسخ حضارتها، ومواريثها، وإلحاقها بحضارة الغرب، حضارة الخراب والدمار. وكانت نتيجة هاتين المعركتين البارزتين في حياة الشيخ، في صالح الطرف المهيض الجناح –طرف الشيخ- «فأما الزبد فيذهب جفاءً وأما ما ينفع الناس فيمكث في الأرض» (الرعد:17)

### بداية الخلاف مع طه حسين
بين محمود شاكر وطه حسين، معركة طويلة: كانت بداية هذه المعركة وهو –محمود شاكر- في السابعة عشرة من عمره سنة 1926م، حيث كان في السنة الأولى –كلية الآداب- قسم اللغة العربية. وقد صدم وهو يستمع إلى أستاذه «طه حسين» وهو يتحدث عن الشعر الجاهلي، حيث رأى أن كلام الأستاذ هو اجترار لكلام المستشرق الإنجليزي «مرجليوث» وأن مرجليوث «ليس عنده من أدوات النظر في العربية، وإدراك أسرارها، ما يجعل لرأيه قيمة، وهذا أمر يرجع إلى الطبيعة، فليس اللسان لسانه، وليس الأدب أدبه، وليس التاريخ تاريخه، هذا فضلاً عن فساد طويته، ومقصوده من دراسته، وهذا الفساد يفسد منهجه، ولا يريد هو من وراء هذه الدراسة إلا تشويه وإفساد ومسخ الفكر العربي وتاريخه، وكان «مرجليوث» مغالياً في هذا الإفساد، ومغاليا في حقده على العرب، والمسلمين، وهو يهودي يقطر حقداً».
وقد رد مقالته هذه التي سطا عليها الدكتور طه حسين سطواً عرياناً، بعض المستشرقين ومنهم الأستاذ «ليال» الذي حقق كتاباً من أوسع الكتب وأفضلها، وهو «المفضليات»، وكتب مقدمة جيدة عن الشعر الجاهلي، «وقد يبس الثرى بينه وبين أستاذه طه حسين إلى غير رجعة»، وانحاز لكل واحد منهما فريق من الأدباء والشعراء والكتاب.

### مسألة الحاكمية
الشيخ محمود شاكر وقضية من أخطر القضايا المعاصرة: يقول الشيخ معقباً على أثرين ذكرهما الإمام الطبري في تفسيره برقم (12025)، (12026)، وكلاهما عن أبي مجلز (لاحق بن حميد الشيباني السدوسي) تابعي ثقة، وقد سأله قوم من الإباضية –وهم جماعة من الخوارج الحرورية- أصحاب عبد الله بن إباض التميمي، يقولون بمقالة الخوارج، وتكفير علي بن أبي طالب –- سألوه عن الآيات (45-47) من سورة المائدة «ومن لم يحكم بما أنزل الله فأولئك هم الكافرون.... هم الظالمون... هم.... الفاسقون...».
فأجابهم أبو مجلز –بما يراه من الحق. يقول الشيخ محمود شاكر بعد أن بين وجه الحق في الأثرين: «وإذن فلم يكن سؤالهم –أي الأباضية لأبي مجلز- عما احتج به مبتدعة، زماننا من القضاء في الأموال والأعراض والدماء بقانون مخالف لشريعة أهل الإسلام، ولا في إصدار قانون ملزم لأهل الإسلام بالاحتكام إلى حكم غير حكم الله في كتابه، وعلى لسان نبيه –صلى الله عليه وآله وسلم-، فهذا الفعل إعراض عن حكم الله ورغبة عن دينه، وإيثار لأحكام أهل الكفر على حكمه –سبحانه وتعالى- وهذا كفر لا يشك أحد من أهل القبلة –على اختلافهم- في تكفير القائل به، والداعي إليه»

محمود محمد شاكر مع أسرته؛ زوجه أم فِهْر، وابنه فِهْر، وابنته زُلفى

## قالوا عنه
الدكتور محمود الطناحي –رئيس قسم اللغة العربية وآدابها بجامعة حلوان: «إن محمود شاكر قد رزق عقل الشافعي، وعبقرية الخليل، ولسان ابن حزم، وشجاعة ابن تيمية، وبهذه الأمور الأربعة مجتمعة حصَّل من المعارف والعلوم العربية ما لم يحصله أحد من أبناء جيله، ثم خاض تلك المعارك الحامية: فحارب الدعوة إلى العامية، وحارب الدعوة إلى كتابة اللغة العربية بالحروف اللاتينية، وحارب الدعوة إلى هلهلة اللغة العربية، والعبث بها بحجة التطور اللغوي، ثم حارب من قبل ومن بعد: الخرافات والبدع والشعوذة التي ابتعدت بالمسلمين عن منهج السلف، في صحة العقيدة، وفي تجريد الإيمان من شوائب الشرك الظاهر والباطن» من مقال بمجلة الأدب الإسلامي عدد 16.
الدكتور عبد العظيم الديب: «كان من أكثر أساتذتي تأثيرًا شيخي الجليل الأستاذ محمود محمد شاكر.. فقد رأيت هذا العملاق العلامة يطيل التدقيق في كل ما يكتب، رأيت هذا من شيخي الجليل، فوعيت وتعلمت واقتديت بل وجدتني أولى بالتردد، والخشية ألف مرة».
يقول الدكتور حيدر الغدير: «كان محمود شاكر أمة وحده، فهو شيخ العربية، وعاشق العروبة، وحارث التراث، وفارس الأصالة، جمع إلى غيرة المسلم عزة العربي، وإلى شجاعة المحارب طبيعة المسامح، وإلى عقل العالم طبيعة الطفل البريء» من مقال بمجلة الأدب الإسلامي –عدد16
يقول الدكتور عبد القدوس أبو صالح في نفس العدد من المجلة: «لم تكن ذاكرة الشيخ الفريدة، واطلاعه الواسع الشامل، هما اللذان أوصلا الشيخ محمود محمد شاكر إلى أن يكون شيخ العربية دون منازع؛ وإن أعانا على بلوغه تلك المنزلة العالية، ولكن الذي بوأه مكانته طول معايشته للتراث، وطول تأمله فيه، حتى خالط لحمه ودمه، وحتى ألقى إليه مقاليده وأسراره، فكان كما شهدتُ وشهد الكثيرون أفرس الناس ببيت الشعر، وكان صاحب أسلوب كالبنيان المرصوص، وكان أن ندب نفسه ليكون سادنا للغة القرآن، وحامياً لتراث الأمة، ونذيراً لها من هجمة التغريب الشرسة».
ولتكن شهادة الكاتب القبطي وديع فلسطين –عضو مجمع اللغة العربية بدمشق وعمّان- خاتمة الأقوال: «أرشح محمود محمد شاكر للجائزة التقديرية، لأن هذا العالم الفذ قد وقف كل عمره على الحفاظ على تراث الضاد، وكأنه ديدبان شاكي السلاح يذب عن حياض الضاد كل متجهم (لعلها: متهجم)، أو متحرش، أو متطاول، وأتصور بعين الخيال أن محمود شاكر يقيم في قلعة حصينة في داخل أسوارها كل مقدسات الضاد، وهو الحارس اليقظ الذي يحمل تبعة مزدوجة؛ هي الدفاع المتصل عن التراث الذي هو به منوط، والتنبيش الدائم في هذا التراث لاستخراج مفاخره وإعلانها في كتاب محقق، أو مقال مكتوب، أو محاضرة ملقاة، أو حديث مرتجل...» من رسالة أدبية بتاريخ 30/1/1976م إلى د/ حسن علي محمد.
ويقول في موضع آخر من الرسالة: «إن المرء لتعروه الدهشة إذ يرى هذه القمة المسماة محمود محمد شاكر خافية عن عيون مجتمعه، إلا فيما يسيء، وقليلة على محمود شاكر عضوية المجامع، بل قليلة عليه جائزة التقدير، ولكن لسان الحق الذي تنطق به العدول من الخلف، في إلحاح إلى إنصاف هذا العالم الأستاذ الذي يجلس في محضره أكابر الباحثين وكأنهم من تلاميذه النجباء، ويطمع كل منهم أن يحسب في عداد حوارييه».
يقول الدكتور إحسان عباس: «لا ريب عندي في أن الشعر الحديث قد ضل كثيراً حين لم يهتد إلى «القوس العذراء»، وأن الناقد الحديث كان يعشو إلى أضواء خادعة، حين انقاد وراء التأثر بشعر أجنبي، ورموز غريبة، ولم يتسطع أن يكتشف أدواته في التراث كما فعلت القوس العذراء» من مقال له بمجلة الأدب الإسلامي –عدد16
ويقول الدكتور زكي نجيب محمود عن قصيدة القوس والعذراء في نفس العدد من مجلة الأدب الإسلامي: «درة ساطعة هذه بين سائر الدرر، و(آية هذه من الفن محكمة) بين آيات الفن المحكمات، وقعت عليها وأنا أدور بالبصر العجلان في سوق الكتب الحديثة الصدور، فكنت –حين وقع عليها البصر- كمن كان ينبش في أديم الأرض بين المدر والحصى، ثم لاحت له بغتة –لتخطف منه البصر ببريقها- لؤلؤة، هو كتاب -القوس العذراء- من ست وسبعين صفحة صغيرة، رقمت أسطرها صفحة صفحة، كما ترقم حبات الجوهر الحر يضعها الخازن في صندوق الذخائر، لكي لاتفلت منها عن الرائي جوهرة، ولو قد كانت لي الكلمة عند طبع الكتاب، لأمرت بترقيم محتواه لفظة لفظة؛ لأن كل لفظة من كل سطر لؤلؤة».

محمود محمد شاكر باللباس العربي

## مؤلفاته
1. المتنبي ـ عدد خاص من المقتطف سنة 1936م ـ ط. ثانية في مجلدين القاهرة 1977م ـ ط. ثالثة مطبعة المدني ـ القاهرة ـ دار المدني بجدة 1407هـ ـ 1987م
2. القوس العذراء ـ نشرت أول مرة في مجلة الكتاب 1371هـ/1952م ـ مكتبة دار العروبة ـ القاهرة 1384هـ ـ 1964م ـ مكتبة الخانجي ـ القاهرة ـ 1392هـ ـ 1972م.
3. أباطيل وأسمار ـ الجزء الأول مكتبة دار العروبة 1385هـ ـ 1965م ـ الجزءان الأول والثاني مطبعة المدني ـ القاهرة 1972م
4. برنامج طبقات فحول الشعراء - مطبعة المدني - القاهرة - 1980م
5. نمط صعب ونمط مخيف دار المدني ـ جدة 1996م [وهو سبع مقالات نشرت في مجلة «المجلة» سنة 1969، 1970م]
6. قضية الشعر الجاهلي في كتاب ابن سلام ـ دار المدني ـ جدة 1418هـ ـ 1997م
7. رسالة في الطريق إلى ثقافتنا صُدّر بها كتابُ المتنبي في طبعته الثالثة 1407هـ ـ 1987م ثم صدرت في كتاب مستقل في سلسلة كتاب الهلال بالقاهرة، ثم عن مكتبة الخانجي بالقاهرة عام 2006م، وآخر طبعة صدرت عن الهيئة المصرية العامة للكتاب 2009م ضمن مشروع مكتبة الأسرة في سلسلة المئويات، وصدرت طبعة عن مؤسسة الرسالة.

### أعمال نُشرت بعد وفاته:من بقايا أوراقه أو مقالاته أو دروسه
1. مداخل إعجاز القرآن - مطبعة المدني - دار المدني بجدة - الطبعة الأولى _ سنة النشر 1432هـ 2002م.
2. اعصفي يا رياح وقصائد أخرى - دار المدني - 2011.
3. الأحرف السبعة - شركة القدس للنشر والتوزيع - 2022.
4. جمهرة مقالات الأستاذ محمود محمد شاكر، عادل سليمان جمال.
5. رسيس الهوى بقية تراث شيخ العربية محمود محمد شاكر، جمعها الدكتور عبد الرحمن بن حسن قائد بعد 2010.

## تحقيقاته
1. فضل العطاء على العسر لأبي هلال العسكري المطبعة السلفية ـ القاهرة 1353هـ /1934م.
2. إمتاع الأسماع بما للرسول من الأبناء والأموال والحفدة والمتاع لتقي الدين المقريزي. ـ لجنة التأليف والترجمة والنشر ـ القاهرة 1940م.
3. المكافأة وحسن العقبى لأحمد بن يوسف بن الداية الكاتب ـ المكتبة التجارية 1359هـ /1940م.
4. طبقات فحول الشعراء لمحمد بن سلام الجمحي ـ دار المعارف ط أولى 1952م ـ ط ثانية 1974م
5. تفسير الطبري ـ الأول والثاني ـ دار المعارف 1954م ـ الثالث والرابع دار المعارف 1955م ـ السادس والسابع والثامن دار المعارف 1956م. ـ من التاسع إلى الثاني عشر دار المعارف 1957م. ـ الثالث عشر والرابع عشر دار المعارف 1958م. ـ الخامس عشر دار المعارف 1960م. ـ السادس عشر دار المعارف 1969م.
6. جمهرة نسب قريش وأخبارها للزبير بن بكار ـ جـ 1 مكتبة دار العروبة 1381هـ السفر الأول.
7. تهذيب الآثار وتفصيل الثابت عن رسول الله <من الأخبار للطبري ـ مسند علي بن أبي طالب ـ مسند عبدالله ابن عباس ـ السفر الأول. ـ منشورات جامعة الإمام محمد بن سعود الإسلامية ـ الرياض 1402هـ/ 1982م. ـ مسند عبدالله بن عباس ـ السفر الثاني ـ مسند عمر بن الخطاب. ـ منشورات جامعة الإمام محمد بن سعود الإسلامية ـ الرياض 1403هـ ـ 1982م.
8. دلائل الإعجاز لعبد القاهر الجرجاني ـ مكتبة الخانجي ـ القاهرة 1989م
9. أسرار البلاغة لعبد القاهر الجرجاني ـ دار المدني ـ جدة 1412هـ/ 1991م

## كتب عنه
- محمود محمد شاكر قصة قلم، عائدة الشريف.
- محمود محمد شاكر الرجل والمنهج، عمر حسن القيَّام.
- معجم محمود محمد شاكر، منذر أبو شعر.
- أبو فهر محمود محمد شاكر، بين الدرس الأدبي والتحقيق، محمود إبراهيم الرضواني.
- ظلُّ النديم: أوراق وأسمار شيخ العربية أبي فهر محمود محمد شاكر، وِجدان العلي.
- قراءة في دفتر قديم: من مجالس العلامة أبي فهر محمود محمد شاكر، يعقوب يوسف الغنيم.
- محمود محمد شاكر: سيرته الأدبية ومنهجه النقدي، إبراهيم الكوفحي.
- محمود شاكر منهج رصد تطبيقي في مقاربة النصوص، يوسف السناري.
- محمود محمد شاكر ومنهجه في تحقيق التراث، حمادة محمد عبد الحميد أبو الحسن.
- معجم موارد محمود محمد شاكر في كتبه وتحقيقاته (القسم الأول)، يوسف السناري.

### بحوث عنه
- موقف أبي فهر محمود شاكر من قضية عمر الشعر الجاهلي، للدكتور محمود توفيق سعد، مجلة الأدب الإسلامي، رابطة الأدب الإسلامي العالمية، مج 4، العدد 16، عام 1997.

## وفاته
توفي محمود محمد شاكر في القاهرة، مساء يوم الخميس 3 ربيع الآخر 1418 هـ الموافق 7 أغسطس 1997م.